# Вопросы теологии
Не следует путать с издаваемым МДА журналом «Вопросы богословия»
Вопро́сы теоло́гии — российский академический журнал по теологии, созданный в 2019 году. Первый российского университетский теологический журнал. Совместный проект Общецерковной аспирантуры и докторантуры имени святых Кирилла и Мефодия и Санкт-Петербургского государственного университета. Выходит четыре раза в год. Входит в перечень ВАК. Цель журнала — развитие теологии как современной отрасли гуманитарного научного знания.
Издание было начато по инициативе ректора СПБГУ профессора Николая Кропачева и ректора ОЦАД митрополита Волоколамского Илариона (Алфеева). Задача журнала — расширить возможности научного диалога, стать дискуссионной площадкой. Редакционная политика предполагает опору на научные ресурсы экспертного совета ВАК при Минобрнауки, Межрелигиозного совета России, Научно-образовательной теологической ассоциации и входящих в неё высших учебных заведений, организационные и экспертные возможности Межведомственной координационной группы по преподаванию теологии в вузах, синодальных учреждений Русской православной церкви, сотрудничество с другими религиозными и светскими организациями.
Первый номер вышел в мае 2019 года. Номер направлен на размещение в системе РИНЦ, статьям будет присвоен индекс DOI, журнал был оформлен в соответствии с правилами, необходимыми для последующего его включения в международные реферативные базы данных.
26 сентября 2022 года журнал был отнесён к первой категории (К-1) научных журналов (№ 104, рейтинг 0.600) в обновлённом реестре научных журналов ВАК. Среди десяти журналов по теологии, вошедших в этот список, журнал «Вопросы теологии» занял второе место, уступив лишь Вестнику ПСТГУ. Серия II.